# James Weddell
Pour les articles homonymes, voir Weddell.
James Weddell (Ostende, 24 août 1787- Londres, 9 septembre 1834) était un navigateur britannique, explorateur et chasseur de phoques.

## Biographie
Weddell entre très jeune dans la marine marchande. Vers 1805, il embarque sur un navire de commerce pour les Indes occidentales et effectue plusieurs voyages.
Il est à bord du Hope en 1813 lors de la capture du navire américain True Blooded Yankee. À la fin des guerres napoléoniennes, il est débarqué avec demi-solde en février 1816 et effectue encore quelques voyages en Inde. En 1820, il se porte volontaire dans la Royal Navy et sert successivement sur plusieurs navires.

## Expédition en Antarctique

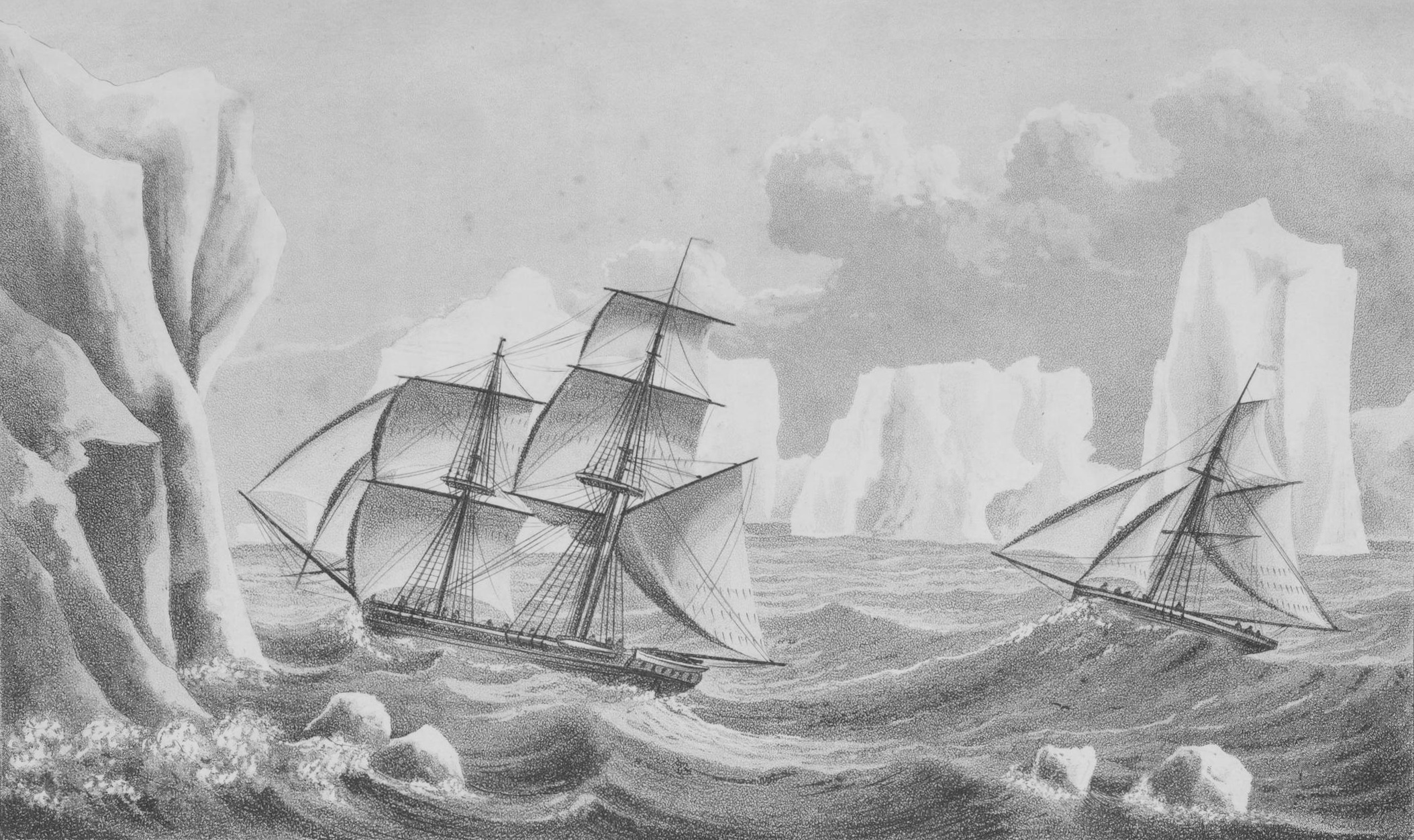
Dessin d'A. Mafson d'après un croquis original du capitaine Weddell (éd. Longman, 1825).

Il fit une expédition vers l'Antarctique entre 1821 et 1824 que l'on nomme Expédition Weddell. Avec les navires  Jane et Beaufoy, ce dernier commandé par Matthew Brisbane, il chercha en vain une terre entre les Îles Shetland du Sud et les Îles Orcades du Sud, avant de se décider à chercher plus au sud du 60e parallèle. La saison étant inhabituellement douce et calme, les deux navires parvinrent le 20 février 1823 à la latitude record de 74° 15′ S (et 34° 16′ 45″ W en longitude), qui ne devait plus être atteinte de nouveau avant 80 ans. Weddell signala la présence de quelques icebergs mais aucune terre n'était encore visible, ce qui l'incita à conclure que la mer régnait jusqu'au pôle Sud : il rebroussa chemin.
Weddell offrit sans succès ses services à l’Amirauté en vue d'une nouvelle expédition vers le cercle Antarctique. Il dut reprendre du service dans la marine de commerce et desservit les littoraux atlantiques. En 1829 il réarma le Jane, mais lors d'une liaison de Buenos Aires à Gibraltar ce vaisseau prit l'eau et il fallut se résoudre à rallier les Açores. Weddell et sa cargaison furent transbordés sur un second navire en partance pour l'Angleterre, mais ce dernier s'échoua à son tour sur l’île de Pico, où Weddell parvint tout juste à survivre. 
La perte du Jane signifiait de toutes façons la banqueroute pour Weddell, qui dut se résigner à accepter un emploi de capitaine auprès d'un armateur. En septembre 1830 il quitta l'Angleterre comme commandant de l’Eliza, un navire à destination de la Colonie de la rivière Swan en Australie Occidentale. De là, Weddell gagna la Tasmanie. Il ne rentra en Angleterre qu'en 1832. Il mourut deux ans plus tard à Londres, dans l'anonymat et une relative pauvreté.

## Postérité
Il a donné son nom à la mer de Weddell située dans l'Antarctique, à l'île Weddell située aux Îles Malouines et au Phoque de Weddell.